# American Simplex
Pour les articles homonymes, voir Crane-Simplex.

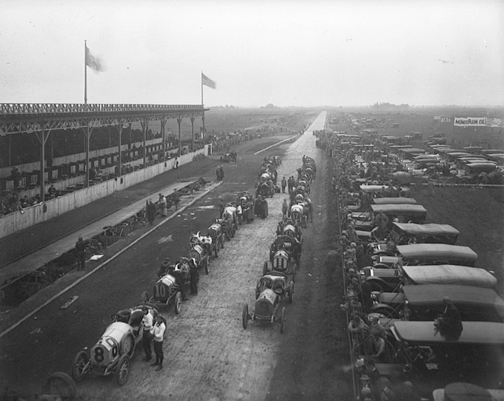
Départ de la Coupe Vanderbilt 1910: Leland Mitchell (no 11) terminera septième.

American Simplex était un constructeur automobile américain de voitures de luxe, du début du XXe siècle.

## Histoire
Les modèles étaient présentés comme des symphonies routières, fabriqués par la Simplex Motor Car Company. Cette dernière raccourcit son nom en Amplex en 1910, pour éviter la confusion avec Simplex Automobile Company, un autre constructeur renommé basé à New York. À cette date Simplex/Amplex se réorganise. À l'origine, elle fabriquait un moteur deux temps 4 cylindres 50 hp, porté ensuite à 6,8 L. pour la même puissance. Désormais, trois modèles à toit ouvrant et deux à toit rigide sont proposés à la clientèle aisée. Fait caractéristique, il n'y a pas de soupape sur les bloc moteurs, la compagnie arguant le fait que la conduite est ainsi plus fiable, et que la puissance de traction continue est mieux délivrée aux roues avant. Un démarreur est proposé dans la voiture, qui ne sera repris chez la concurrence comme Cadillac- que plus d'un an plus tard, en 1912. Curieusement, les clients appréciaient le vieux moteur deux temps devenu obsolète, malgré un quatre temps disponible au catalogue, mais mal vendu en 1913.
Gillette Motor Co. reprit Amplex en 1916, refusant une disposition conventionnelle des valves et préférant un moteur à manchon tournant et à vanne ayant des chemisages rotatifs.

## Palmarès sportif
- Lowell Trophy Race 1909, avec George Robertson[1];
- Philadelphia 200 miles 1909, avec G. Robertson sur 90 hp;

Endurance:

- 24 Heures de Brighton Beach 1908, 1909 et 1910, avec G. Robertson (2), Al Poole (2), Frank Lescault et Charles Basle, sur 50 hp;

Courses de côte:
- Edgewater Fort Lee hill 1909 (G. Robertson sur 90 hp);
- Stewart Avenue hill 1910 (Atlanta, A. R. Almand);
- Anderson's hill 1910 (White Plains, G. B. Lambert sur 90 hp);
- Shingle hill 1910 (New Haven, G. Robertson sur 90 hp).

(Nota Bene : Ralph DePalma participa aux premiers 500 miles d'Indianapolis 1911 avec la marque, en terminant sixième, puis Bert Dingley en 1912, treizième. En championnat AAA 1913, Louis Disbrow remporta les 50 miles de Galveston, et fut deuxième le lendemain sur le 100 milles, terminant encore deuxième sur la même distance le surlendemain.)

## Sources
- (en) Cet article est partiellement ou en totalité issu de l’article de Wikipédia en anglais intitulé « American Simplex » (voir la liste des auteurs).;
- HILL CLIMB WINNERS 1897-1949, by Hans Etzrodt, Part 1 (1897-1914) (Kolombus).